# Yann Gboua
Yann Gboua (26 februari 2008) is een Belgisch voetballer die onder contract ligt bij Standard Luik.

## Carrière
Gboua maakte op 19 april 2024 zijn profdebuut in het shirt van SL16 FC, het beloftenelftal dat toen nog in Eerste klasse B voetbalde: op de slotspeeldag van de competitie liet trainer Réginal Goreux hem starten tegen KV Oostende, die uiteindelijk met 2-1 verloren werd. SL16 FC was op dat moment al een kleine twee weken zeker van de degradatie naar Eerste nationale.
In de zomer van 2024 liet Gboua zich opmerken door het winnende doelpunt te scoren voor het eerste elftal van Standard in een oefenwedstrijd tegen N.E.C. Op de openingsspeeldag van het seizoen 2024/25 nam Ivan Leko hem op in de wedstrijdselectie voor de competitiewedstrijd tegen KRC Genk.

## Clubstatistieken
| Seizoen         | Club            | Land            | Competitie            | Competitie | Competitie | Beker | Beker | Supercup | Supercup | Europees | Europees | Totaal | Totaal |
| Seizoen         | Club            | Land            | Competitie            | Wed.       | Dlp.       | Wed.  | Dlp.  | Wed.     | Dlp.     | Wed.     | Dlp.     | Wed.   | Dlp.   |
| --------------- | --------------- | --------------- | --------------------- | ---------- | ---------- | ----- | ----- | -------- | -------- | -------- | -------- | ------ | ------ |
| 2023/24         | SL16 FC         | Vlag van België | Eerste klasse B       | 1          | 0          | —     | —     | —        | —        | —        | —        | 1      | 0      |
| 2024/25         | SL16 FC         | Vlag van België | Eerste nationale ACFF | 1          | 0          | —     | —     | —        | —        | —        | —        | 1      | 0      |
| Carrière totaal | Carrière totaal | Carrière totaal | Carrière totaal       | 2          | 0          | 0     | 0     | 0        | 0        | 0        | 0        | 2      | 0      |

Bijgewerkt op 25 november 2024.